# Аболіціонізм у США

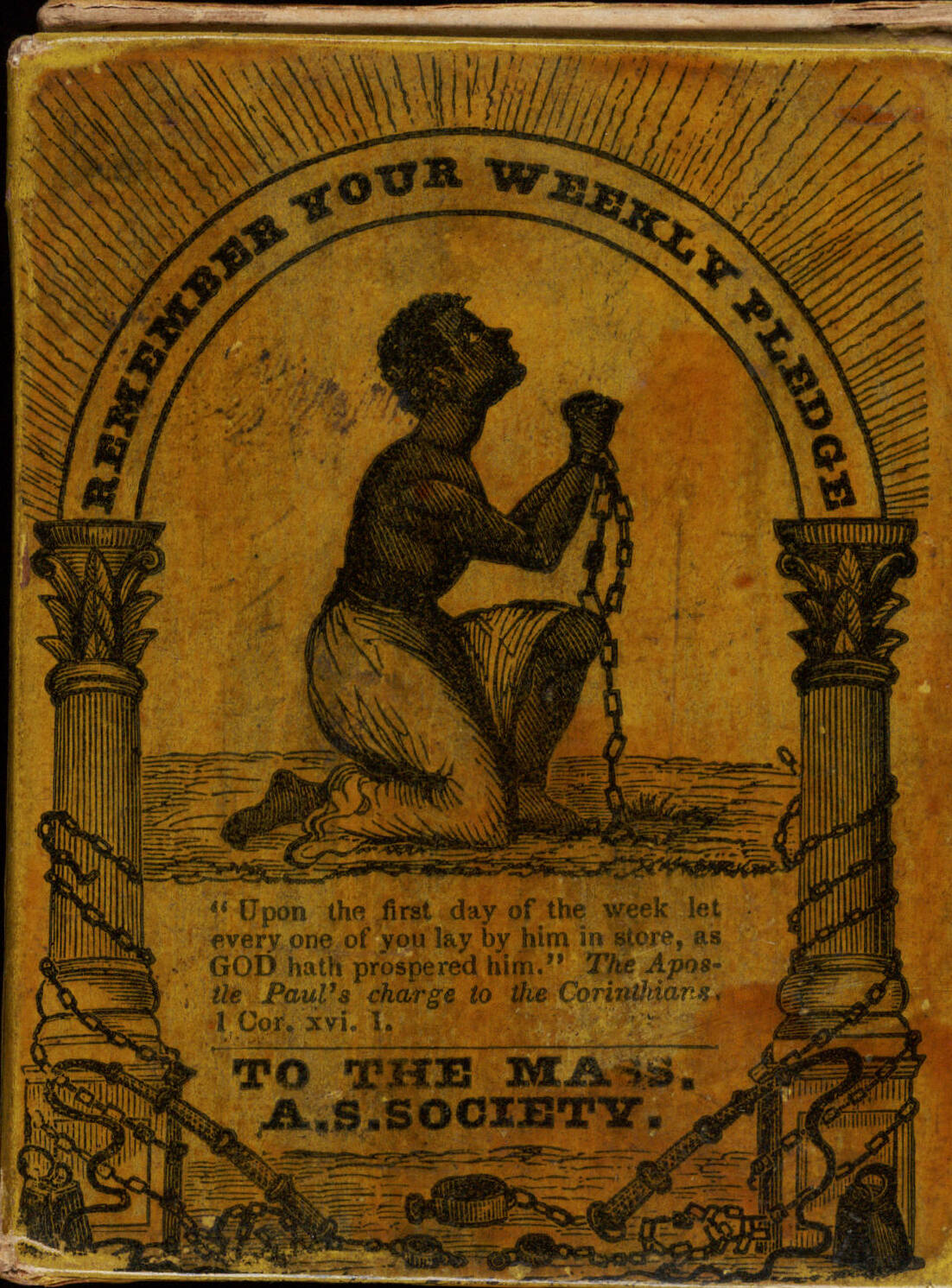
Скринька Массачусетського товариства проти рабства, приблизно 1850 р..

У Сполучених Штатах аболіціонізм, рух, який прагнув покінчити з рабством у країні, був активним з пізньої колоніальної ери до американської громадянської війни, закінчення якої призвело до скасування американського рабства через Тринадцяту поправку до Конституції (ратифікована 1865).
Рух проти рабства зародився в епоху Просвітництва, спрямований на припинення трансатлантичної работоргівлі. У колоніальній Америці кілька німецьких квакерів у 1688 році опублікували петицію квакерів у Германтауні проти рабства, яка знаменує початок американського аболіціоністського руху. До Війни за незалежність США євангелісти-колоністи були основними захисниками проти рабства та работоргівлі, роблячи це з міркувань гуманності. Джеймс Оглторп, засновник колонії Джорджія, спочатку намагався заборонити рабство після її заснування, рішення, яке зрештою було скасовано.

## Історія

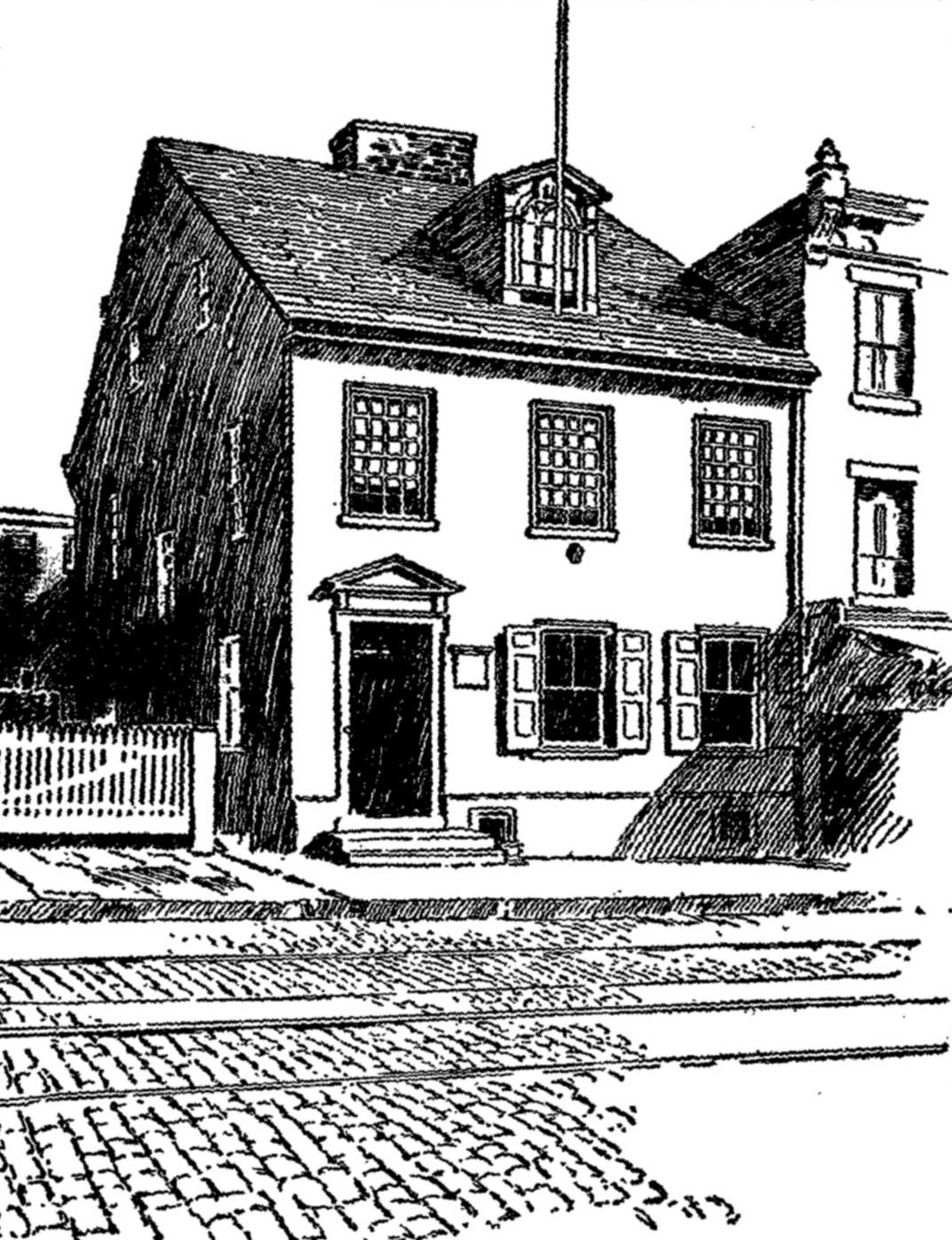
Будинок Тонеса Кундерса на авеню Джермантаун, 5109, де була написана петиція квакерів проти рабства 1688 р.

Американський аболіціонізм почався задовго до заснування Сполучених Штатів як нації. У 1652 році в Род-Айленді було заборонено будь-яку чорну чи білу людину «зв'язувати» довше десяти років. Проте цей закон масово ігнорували, і в 1700 році Род-Айленд втягнувся в работоргівлю.

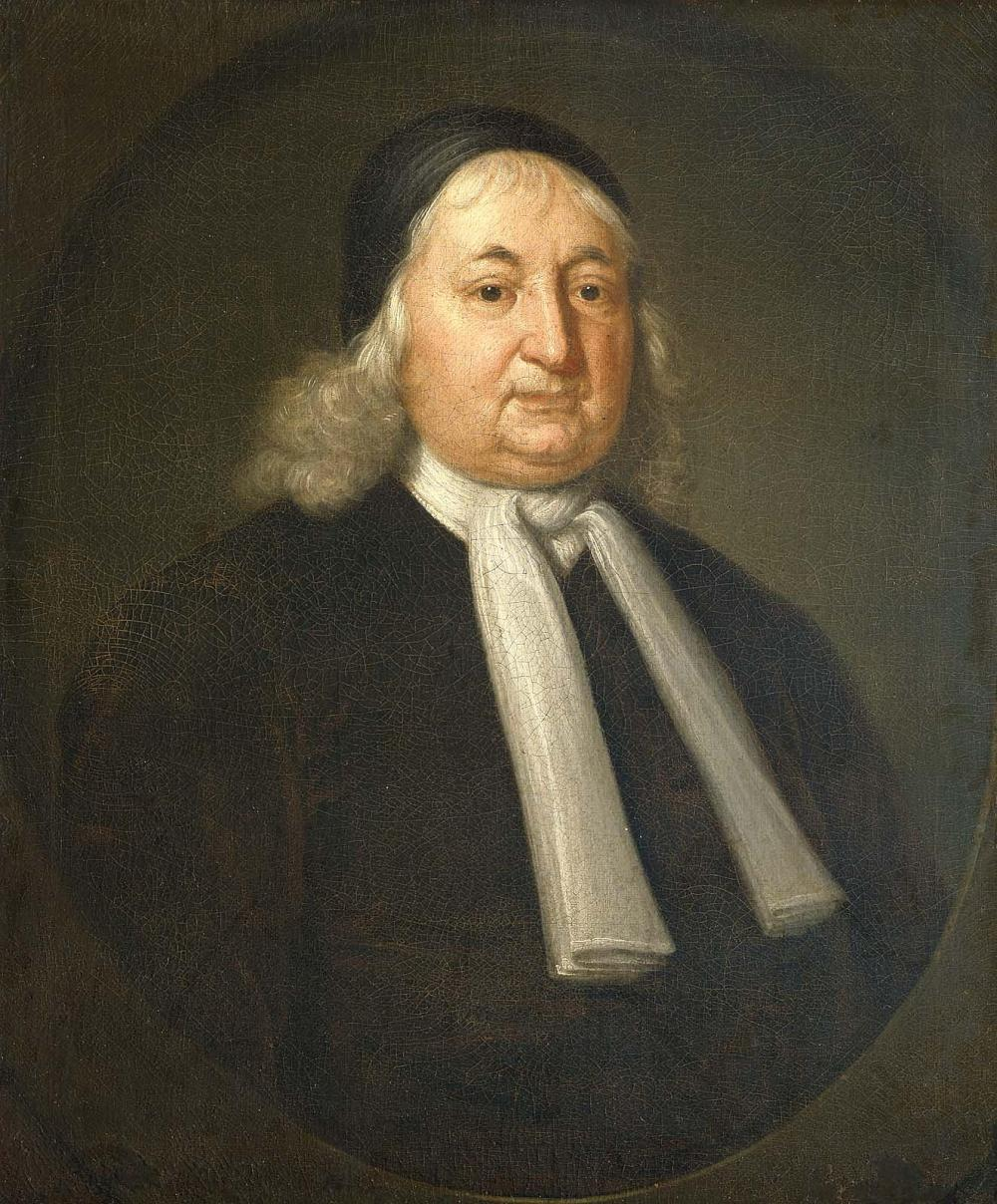
Семюел Сьюол (1652—1730), суддя, який написав книгу «Продаж Йосипа» (1700), яка засуджувала поширення рабства в американських колоніях.

Перша заява проти рабства в колоніальній Америці була написана в 1688 році Релігійним товариством друзів. 18 лютого 1688 року Френсіс Даніель Пасторіус із Джермантауна, штат Пенсільванія, склав петицію квакерів Джермантауна проти рабства 1688 року, двосторінкове засудження рабства, і надіслав її до керівних органів своєї церкви квакерів. Намір документа полягав у тому, щоб припинити рабство в спільноті квакерів, де 70 % квакерів мали рабів між 1681 і 1705 роками. Вона визнавала загальні права всіх людей. Хоча квакерський істеблішмент у той час не вжив жодних дій, незвичайно ранній, чіткий і вагомий аргумент у петиції квакерів у Германтауні проти рабства 1688 року започаткував дух, який нарешті призвів до кінця рабства в Товаристві друзів (1776) і в Співдружність Пенсільванії (1780). Квартальні збори квакерів у Честері, штат Пенсільванія, виступили з першим протестом у 1711 році. Протягом кількох десятиліть уся работоргівля була під ударом, їй протистояли такі лідери квакерів, як Вільям Берлінг, Бенджамін Лей, Ральф Сендіфорд, Вільям Саутбі, Джон Вулман та Ентоні Бенезет. Бенезет був особливо впливовим, надихаючи наступне покоління відомих активістів проти рабства, зокрема Ґренвіль Шарп, Джон Уеслі, Томас Кларксон, Олауда Екіано, Бенджамін Франклін, Бенджамін Раш, Абсалом Джонс і єпископ Річард Аллен, серед інших.